# Шандолан
Шандола́н (фр. Champdolent) — коммуна во Франции, находится в регионе Пуату — Шаранта. Департамент коммуны — Шаранта Приморская. Входит в состав кантона Сен-Савиньен. Округ коммуны — Сен-Жан-д’Анжели.
Код INSEE коммуны — 17085.

## Население
Население коммуны на 2010 год составляло 399 человек.
| 1962 | 1968 | 1975 | 1982 | 1990 | 1999 | 2010 |
| ---- | ---- | ---- | ---- | ---- | ---- | ---- |
| 366  | 375  | 332  | 299  | 328  | 372  | 399  |